# طيبة (الدلنجات)
قرية طيبة هي إحدى القرى التابعة لمركز الدلنجات في محافظة البحيرة في جمهورية مصر العربية. حسب إحصاءات سنة 2006، بلغ إجمالي السكان في طيبة 13983 نسمة، منهم 6982 رجل و7001 امرأة.